# Phare de la Pointe du Lamentin
Le phare de la Pointe du Lamentin est un phare actif situé sur la Pointe du Lamentin près de Carrefour, dans le département de l'Ouest à Haïti, en mer des Caraïbes.

## Histoire
La station de signalisation maritime a été établie en 1864. Le phare est situé sur une péninsule faisant saillie dans la baie de Port-au-Prince, à Carrefour, à environ 5 km à l'ouest de la ville. Carrefour est un quartier très pauvre de l'arrondissement de Port-au-Prince.
Ce phare très ancien est historique d'importance architecturale. Il a été endommagé lors du tremblement de terre, mais les dégâts ont été réparés.

## Description
Ce phare  est une tour cylindrique et quadripode en fonte, avec une galerie et une lanterne de 29 m de haut. La tour est peinte en blanc et le dôme de la lanterne est vert. Il émet, à une hauteur focale de 32 m, un éclat blanc de 0.3 seconde par période de 3 secondes. Sa portée est de 16 milles nautiques (environ 30 km).
Identifiant : ARLHS : HAI-001 - Amirauté : J5390 - NGA : 110-14192.
|       |
| Haïti |

## Caractéristique dufeu maritime
Fréquence : 3 secondes (W)
- Lumière : 0.3 seconde
- Obscurité : 2.7 secondes

### Lien connexe
- Liste des phares d'Haïti